# Ouessant
Ouessant (phát âm [wɛsɑ̃], tiếng Breton: Eusa, phát âm [ˈøsa]; tiếng Anh: Ushant, /ˈʌʃənt/;) là một đảo của Pháp nằm ở cực tây nam eo biển Manche đồng thời là điểm cực tây bắc chính quốc Pháp. Nó thuộc địa phận Bretagne, trong vùng truyền thống Leon. Về hành chính, Ushant là một xã của tỉnh Finistère. Đây là nơi duy nhất tại Bretagne có ngoại danh riêng bằng tiếng Anh (Ushant), nếu không tính chính cái tên cho Bretagne là Brittany.

## Địa lý
Vây quanh Ouessant là nhiều đảo bé hơn, gồm đảo Keller (Île de Keller) và Kadoran (Île Cadoran) về phía bắc. Eo biển rộng 200 mét (660 ft) giữa Ushant và Keller mang tên Toull C'heller.
Ouessant đánh dấu vị trí rìa nam biển Celtic và là lối dẫn đến mạn tây eo biển Manche. Dù có khi được coi là một đảo trong eo Manche, nó không thuộc quần đảo Eo Biển. Theo định nghĩa của Tổ chức Thủy đạc quốc tế, Ouessant nằm trong biển Celtic.
Hòn đảo dài 8 km (5,0 mi), rộng 3 km (1,9 mi) với tổng diện tích 15 km2 (5,8 dặm vuông Anh).

## Dân cư
Chỉ có một cộng đồng dân cư đáng kể trên đảo là làng Lambaol (Lampaul).

## Khí hậu
Theo phân loại khí hậu Köppen, Ouessant có khí hậu hải dương (Cfb)
| Dữ liệu khí hậu của Ushant (trung bình 1981–2010, cao/thấp kỉ lục 1995–nay) | Dữ liệu khí hậu của Ushant (trung bình 1981–2010, cao/thấp kỉ lục 1995–nay) | Dữ liệu khí hậu của Ushant (trung bình 1981–2010, cao/thấp kỉ lục 1995–nay) | Dữ liệu khí hậu của Ushant (trung bình 1981–2010, cao/thấp kỉ lục 1995–nay) | Dữ liệu khí hậu của Ushant (trung bình 1981–2010, cao/thấp kỉ lục 1995–nay) | Dữ liệu khí hậu của Ushant (trung bình 1981–2010, cao/thấp kỉ lục 1995–nay) | Dữ liệu khí hậu của Ushant (trung bình 1981–2010, cao/thấp kỉ lục 1995–nay) | Dữ liệu khí hậu của Ushant (trung bình 1981–2010, cao/thấp kỉ lục 1995–nay) | Dữ liệu khí hậu của Ushant (trung bình 1981–2010, cao/thấp kỉ lục 1995–nay) | Dữ liệu khí hậu của Ushant (trung bình 1981–2010, cao/thấp kỉ lục 1995–nay) | Dữ liệu khí hậu của Ushant (trung bình 1981–2010, cao/thấp kỉ lục 1995–nay) | Dữ liệu khí hậu của Ushant (trung bình 1981–2010, cao/thấp kỉ lục 1995–nay) | Dữ liệu khí hậu của Ushant (trung bình 1981–2010, cao/thấp kỉ lục 1995–nay) | Dữ liệu khí hậu của Ushant (trung bình 1981–2010, cao/thấp kỉ lục 1995–nay) |
| Tháng                                                                       | 1                                                                           | 2                                                                           | 3                                                                           | 4                                                                           | 5                                                                           | 6                                                                           | 7                                                                           | 8                                                                           | 9                                                                           | 10                                                                          | 11                                                                          | 12                                                                          | Năm                                                                         |
| --------------------------------------------------------------------------- | --------------------------------------------------------------------------- | --------------------------------------------------------------------------- | --------------------------------------------------------------------------- | --------------------------------------------------------------------------- | --------------------------------------------------------------------------- | --------------------------------------------------------------------------- | --------------------------------------------------------------------------- | --------------------------------------------------------------------------- | --------------------------------------------------------------------------- | --------------------------------------------------------------------------- | --------------------------------------------------------------------------- | --------------------------------------------------------------------------- | --------------------------------------------------------------------------- |
| Cao kỉ lục °C (°F)                                                          | 15.1 (59.2)                                                                 | 15.2 (59.4)                                                                 | 18.4 (65.1)                                                                 | 22.5 (72.5)                                                                 | 24.1 (75.4)                                                                 | 27.7 (81.9)                                                                 | 28.2 (82.8)                                                                 | 29.3 (84.7)                                                                 | 25.2 (77.4)                                                                 | 24.3 (75.7)                                                                 | 18.1 (64.6)                                                                 | 16.0 (60.8)                                                                 | 29.3 (84.7)                                                                 |
| Trung bình ngày tối đa °C (°F)                                              | 10.1 (50.2)                                                                 | 10.4 (50.7)                                                                 | 11.5 (52.7)                                                                 | 12.9 (55.2)                                                                 | 15.0 (59.0)                                                                 | 17.5 (63.5)                                                                 | 19.1 (66.4)                                                                 | 19.6 (67.3)                                                                 | 18.2 (64.8)                                                                 | 15.9 (60.6)                                                                 | 12.9 (55.2)                                                                 | 10.7 (51.3)                                                                 | 14.5 (58.1)                                                                 |
| Trung bình ngày °C (°F)                                                     | 8.3 (46.9)                                                                  | 8.4 (47.1)                                                                  | 9.4 (48.9)                                                                  | 10.5 (50.9)                                                                 | 12.6 (54.7)                                                                 | 14.9 (58.8)                                                                 | 16.4 (61.5)                                                                 | 16.8 (62.2)                                                                 | 15.7 (60.3)                                                                 | 13.8 (56.8)                                                                 | 11.0 (51.8)                                                                 | 8.8 (47.8)                                                                  | 12.2 (54.0)                                                                 |
| Tối thiểu trung bình ngày °C (°F)                                           | 6.5 (43.7)                                                                  | 6.4 (43.5)                                                                  | 7.2 (45.0)                                                                  | 8.1 (46.6)                                                                  | 10.1 (50.2)                                                                 | 12.2 (54.0)                                                                 | 13.6 (56.5)                                                                 | 14.0 (57.2)                                                                 | 13.1 (55.6)                                                                 | 11.7 (53.1)                                                                 | 9.2 (48.6)                                                                  | 7.0 (44.6)                                                                  | 9.9 (49.8)                                                                  |
| Thấp kỉ lục °C (°F)                                                         | −2.5 (27.5)                                                                 | −1.1 (30.0)                                                                 | −0.4 (31.3)                                                                 | 1.9 (35.4)                                                                  | 3.8 (38.8)                                                                  | 8.0 (46.4)                                                                  | 9.8 (49.6)                                                                  | 10.5 (50.9)                                                                 | 8.3 (46.9)                                                                  | 5.4 (41.7)                                                                  | 2.8 (37.0)                                                                  | −0.2 (31.6)                                                                 | −2.5 (27.5)                                                                 |
| Lượng Giáng thủy trung bình mm (inches)                                     | 91.2 (3.59)                                                                 | 70.1 (2.76)                                                                 | 55.1 (2.17)                                                                 | 63.5 (2.50)                                                                 | 57.6 (2.27)                                                                 | 43.6 (1.72)                                                                 | 53.1 (2.09)                                                                 | 56.7 (2.23)                                                                 | 54.8 (2.16)                                                                 | 79.2 (3.12)                                                                 | 100.1 (3.94)                                                                | 94.0 (3.70)                                                                 | 819.0 (32.24)                                                               |
| Số ngày giáng thủy trung bình (≥ 1.0 mm)                                    | 15.5                                                                        | 11.7                                                                        | 11.8                                                                        | 11.1                                                                        | 9.1                                                                         | 8.1                                                                         | 8.5                                                                         | 8.9                                                                         | 9.0                                                                         | 13.2                                                                        | 16.7                                                                        | 15.5                                                                        | 139.1                                                                       |
| Số ngày tuyết rơi trung bình                                                | 1.2                                                                         | 1.6                                                                         | 0.4                                                                         | 0.1                                                                         | 0.0                                                                         | 0.0                                                                         | 0.0                                                                         | 0.0                                                                         | 0.0                                                                         | 0.0                                                                         | 0.1                                                                         | 0.9                                                                         | 4.3                                                                         |
| Nguồn: Meteo France                                                         |                                                                             |                                                                             |                                                                             |                                                                             |                                                                             |                                                                             |                                                                             |                                                                             |                                                                             |                                                                             |                                                                             |                                                                             |                                                                             |